# Бенардаки, Дмитрий Егорович
Дмитрий Егорович Бенардаки (1799, Таганрог — 28 мая 1870, Висбаден) — российский промышленник, крупный винный откупщик, владелец чугуноплавильных и железоделательных заводов, судовладелец, создатель Сормовского завода, золотопромышленник.

## Биография
Из таврических греков. Сын мичмана Георгия Никифоровича Бенардаки, командира крейсерского судна «Феникс» в годы войны с Турцией 1787—1791 годов. Место рождения Дмитрия Бенардаки до сих пор неизвестно. В публикациях XIX века, как и в более поздних, указываются разные места его рождения. Рос в Таганроге, с 1807 г. учился в Таганрогской мужской гимназии.
Вступил на военную службу 25 октября 1819 года в Ахтырский гусарский полк юнкером. 23 апреля 1820 года произведён в корнеты. 18 января 1823 года уволен со службы по домашним обстоятельствам с чином поручика. Постановлениями правительствующего сената от 28.11.1850 и 06.09.1861 утверждён в потомственном дворянстве.
В 1837 (по другим данным, в 1826) году купил Верхне-Троицкий, Нижне-Троицкий и Усень-Ивановский заводы у наследников И. П. Осокина, в 1859 — Авзяно-Петровские заводы. В 1852 построил Алафузовскую фабрику.
Владел в Белебеевском уезде имением из 8 деревень: Александровка, Дмитриевка (ныне не существуют), Анновка, Екатериновка, Елизаветино (все — Белебеевский район), Константиновка, Леонидовка, Николаевка (все — Туймазинский район).
В 1849 основывает Нижегородскую машинную фабрику (Красное Сормово), а к 1860 году выкупает все ее акции. При Бенардаки на заводе впервые появились паровые машины, токарные станки, подъёмный кран, в 1870 году была построена первая в России мартеновская печь для выплавки стали. Также на Сормовском заводе были построены первые железные суда, а в годы Крымской войны (1853—1856) военные суда для Каспийской флотилии. С 1860 по 1869 год со станков Сормовской верфи сошло 40 паровых машин. Среди них самое крупное судно «Лев», предназначенное для речного пароходства на Волге.

Могила Д. Е. Бенардаки

В 1858 году совместно с купцом Василием Рукавишниковым создал Амурскую компанию. Стал первым добывать в Амурской области золото. Организатор и владелец крупной золотодобывающей Верхнеамурской компании, которая просуществовала вплоть до установления советской власти. Построил и спустил на воду два парохода на Байкале: «Граф Муравьёв-Амурский» и «Дмитрий Бенардаки».
Скончался Бенардаки от «паралича в лёгких» 28 мая 1870 года на водах в Висбадене. Был похоронен в Греческой церкви в Санкт-Петербурге, снесённой в 1962 году. Его останки были перезахоронены 2 сентября 2011 года в Некрополе мастеров искусств Александро-Невской Лавры.

## Благотворительность
Им были основаны фонды благотворительности нуждающимся учащимся петербургских мужских гимназий, он опекал детей, осуждённых за мелкие преступления, создав несколько земледельческих колоний и ремесленных приютов.
В Санкт-Петербурге Бенардаки на собственные средства построил Греческую посольскую церковь во имя святого великомученика Димитрия Солунского.
Бенардаки часто ссужал деньгами Н. В. Гоголя, который вывел его во втором томе «Мёртвых душ» в качестве благодетельного капиталиста Костанжогло. Энергично помогал и П. В. Нащокину, московскому приятелю А. С. Пушкина.
Д. Бенардаки собрал коллекцию западноевропейской живописи, которая с успехом экспонировалась в 1861 году в Петербурге на выставке картин, принадлежащих членам императорского дома и частным лицам. По его заказам работал Карл Брюллов.

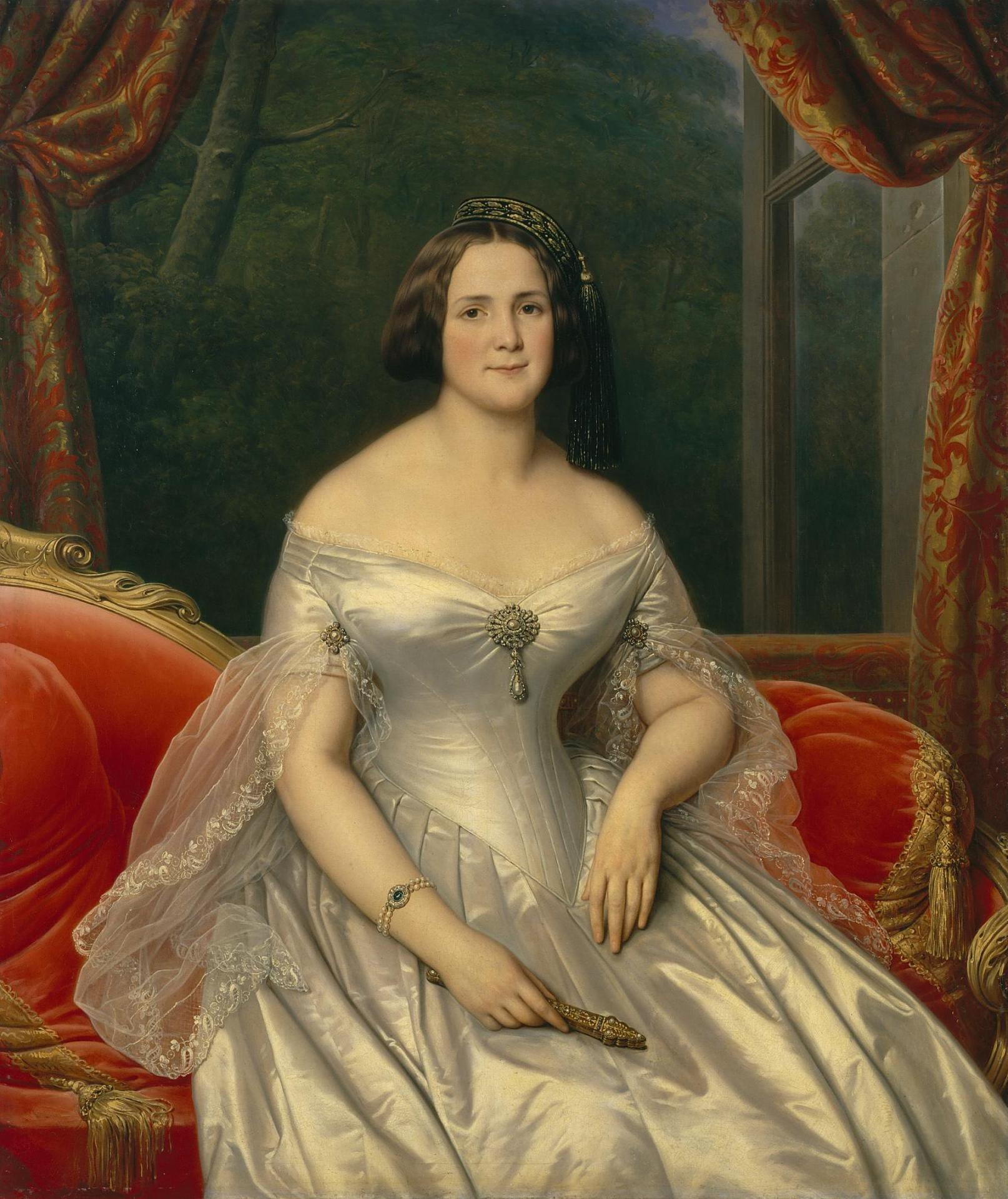
Анна Егоровна Бенардаки, 1844

## Семья
В 1824 году вступил в брак с Анной Егоровной Капури, 17-летней дочерью нежинского грека. Жена Анна умерла в октябре 1846 года. У Бенардаки с женой Анной было 8 детей — три сына (Леонид, Николай и Константин) и пять дочерей:
- Леонид Дмитриевич (1829, Таганрог — 1887, Париж) — коллежский асессор, владел в Оренбургской губернии Спасским и Владимирским золотыми приисками, а в 1860 пожертвовал 300 рублей на устройство приходского училища в г. Белебей.
- Николай Дмитриевич (1838—27.09.1909) — один из учредителей Сибирского торгового банка, автор первого перевода на английский язык «Горя от ума», кавалер Ордена Почётного легиона, умер от диабета в Париже. Жена — Мария Павловна Лейброк[9] — певица была дружна с П. И. Чайковским, их дочь Мария[фр.] (1874—1949) в юности дружила с Марселем Прустом и стала одним из прототипов Жильберты Сван в цикле романов «В поисках утраченного времени»[10].
- Константин Дмитриевич — член Петербургского комитета Урало-Волжского металлургического общества, учредитель Комаровских железорудных месторождений и Южно-Уральских горных заводов общества.
- Екатерина Дмитриевна (04.10.1825, Таганрог — 03.06.1905, Брюссель) — жена Александра Павловича Бенкендорфа (1819—1851), которому родила трёх сыновей, Дмитрия (1845—1919), Александра (1848—1914) и Леонида (1850—1896).
- Александра Дмитриевна (1832—22.04.1856) — жена министра финансов Александра Агеевича Абазы.
- Людмила Дмитриевна (1836—1886). Родилась в Симбирске. Похоронена в Новгороде, Десятин женский монастырь.
- Бенардаки, Вера Дмитриевна[фр.] (1842—1919) — жена барона Шарля де Талейрана-Перигора, писательница, хозяйка литературного салона.
- Елизавета Дмитриевна (1843—1927) — вышла замуж за графа Перхенштейна, во втором браке жена Армана Нисара (фр. Armand Nisard (1841—1925)), который работал в посольстве Франции при Святом престоле

## Память
18 июля 2019 года на «Сормовском пятачке» (площадь на пересечении улиц Культуры и Коминтерна в Сормовском районе г. Нижний Новгород) был открыт памятник Дмитрию Бернадаки (скульптор Алексей Щитов).
22 февраля 2023 года на заводе «Красное Сормово» (Нижний Новгород) спустили на воду универсальное сухогрузное судно «Дмитрий Бенардаки». Директор завода Михаил Першин так прокомментировал это событие: «Имя Бенардаки на борту сухогруза символично: это дань уважения не только к вкладу самого Дмитрия Егоровича в развитие отечественной промышленности, но и всех судостроителей, которые десятилетиями строили современный российский флот на заводе „Красное Сормово“».